# Tanytarsus pectus
Tanytarsus pectus är en tvåvingeart som beskrevs av Guha och Chaudhuri 1984. Tanytarsus pectus ingår i släktet Tanytarsus och familjen fjädermyggor. Inga underarter finns listade i Catalogue of Life.